# Knokke
Knokke é uma das povoações do município belga de Knokke-Heist, província de Flandres Ocidental. A vila de Knokke propriamente dita tinha 15.653 habitantes em 2003. 
Knokke é a praia mais a norte na costa flamenga. Está perto da fronteira com os Países Baixos, estando separada deste último país pela reserva natural de Het Zwin.

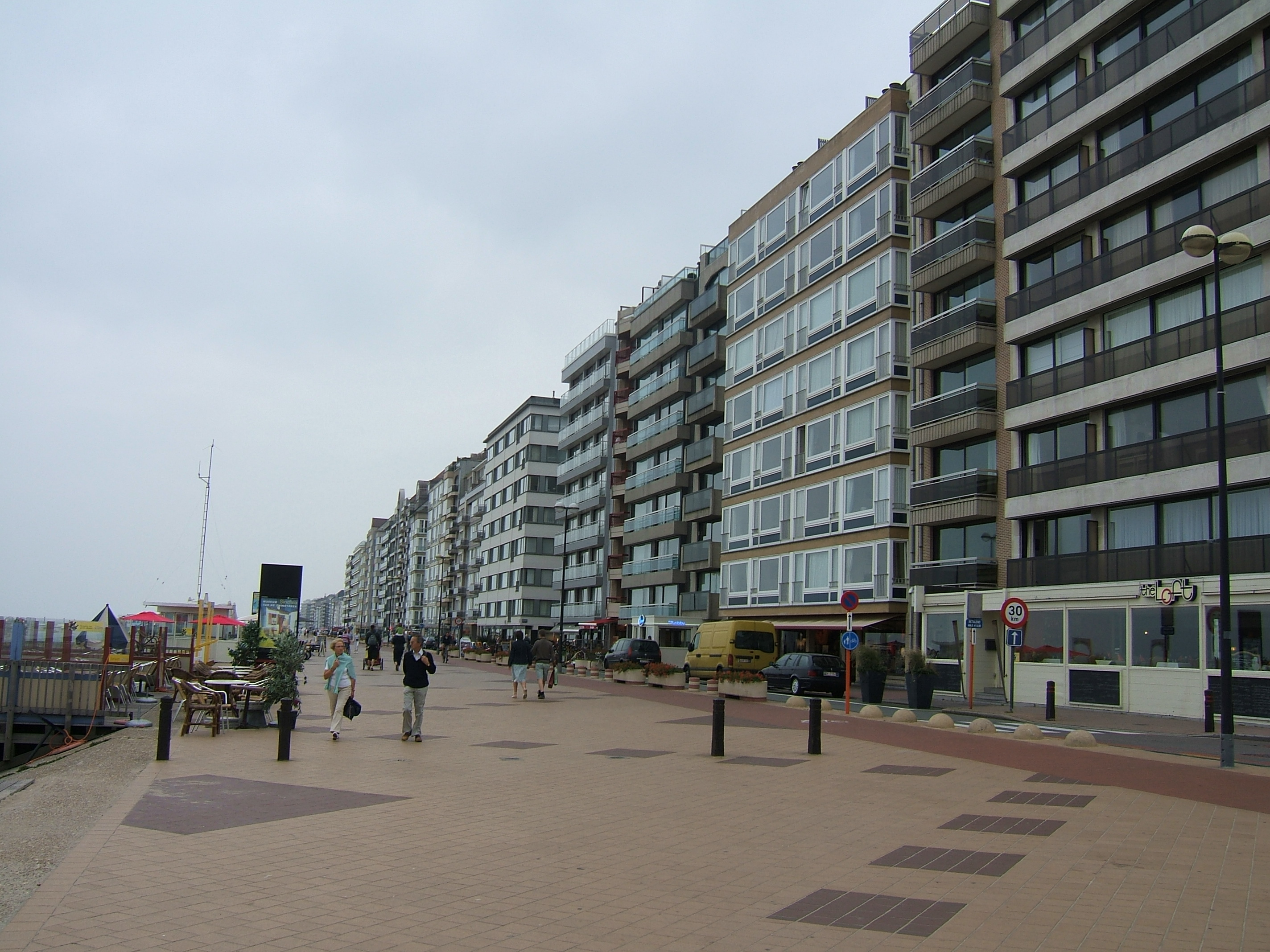
Praia em Knokke

Knokke é famosa pelas suas praias e pelos seus diques que foram construídos para proteger a área do mar de Zwin. A cidade começou a ser fequentada por diversos pintores que pintaram vistas da vila. Entre esses pintores há a destacar James Ensor, Alfred Verwee e outros. Estes artistas fundaram em Knokke o Cercle des Artistes (Círculo dos Artistas) em 1880. Knokke tornou-se famosa, surgindo diversos restaurantes e lojas. 
Knokke tem um dos dez casinos da Bélgica. Nas paredes deste casino pode-se encontrar quadros de Keith Haring, René Magritte e Paul Delvaux. 